# Klement III. (vzdoropapež)

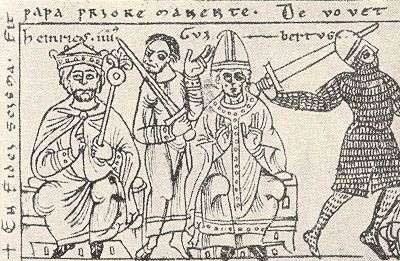
Vzdoropapež Klement III. (uprostřed) s císařem Jindřichem IV.

Klement III. (latinsky: Clemens Tertius), vlastním jménem Guibert z Ravenny, (okolo 1029, Parma – 8. září 1100, Civita Castellana) byl italský duchovní a vzdoropapež (v období 1080–1100). Za jeho působení se vystřídali čtyři pontifikáti – Řehoř VII., Viktor III., Urban II. a Paschalis II.

## Život
Guibertovo veřejné účinkování probíhalo v době vrcholícího boje o investituru mezi císařskou a papežskou mocí. Díky oblibě u německého císařského dvora byl jmenován císařským kancléřem pro Itálii. V roce 1072 jej císař Jindřich IV. jmenoval ravennským arcibiskupem. S velkou nevolí byl v této funkci potvrzen papežem Alexandrem II.
Po Alexandrově smrti se novým papežem stal Řehoř VII., s nímž zpočátku arcibiskup Guibert spolupracoval, ale brzy se od něj odvrátil a přešel k jeho protivníkům. Jeho účast na shromáždění Řehořových oponentů, požadujících papežovo sesazení, mu „vynesla“ exkomunikování z církve.
Vzdoropapežem byl zvolen v reakci císaře Jindřicha IV. na roztržku s Řehořem VII., kvůli způsobu obsazování biskupských úřadů. V červnu 1080 ho v severoitalském městě Brixen nechal zvolit papežem. O čtyři roky nato, když se Jindřich zmocnil Říma, byl v tomto úřadě potvrzen i římským klérem a lidem. Dne 24. března se v Lateránské bazilice konala intronizace, na které přijal jméno Klement III. Řehoř VII. byl nucen hledat útočiště v Andělském hradu.
Obrat ve vývoji událostí nastal, když Jindřich musel pod nátlakem opustit Řím. Klement se uchýlil do Ravenny, odkud řídil svůj neúspěšný boj proti Řehořově straně.
Do Říma se opět vrátil, když na Petrův stolec po Řehořově smrti usedl Viktor III. Vyvíjel všemožné aktivity na uznání své legitimity. Po počáteční podpoře sboru kardinálů začal v polovině devadesátých let jeho vliv slábnout; v roce 1098 musel z Říma opět utéct. V exilu prožil celý zbytek pontifikátu Viktora III. i jeho nástupce Urbana II. Po nástupu Paschala II. v roce 1099 hodlal opět bojovat, ale okolnosti byly proti němu. Uchýlil se do (od Říma) severně položeného Civita Castellana, kde začátkem září následujícího roku zemřel.